# Kašan
Kašan (perz. کاشان; /kāšān/) je grad u Iranu, u središnjoj Isfahanskoj pokrajini. Smješten je u oko velike oaze i podno obronaka Kuh-e Karkasa, oko 240 km južno od glavnog grada Teherana. Najstariji tragovi civilizacije u okolici grada kao što je arheološko nalazište Tape-Sialk datiraju oko 7000. pr. Kr., a sam grad dobio je ime po perzijskoj riječi kaši što znači „crijep”. Podrijetlo Kašana kao grada datira se u rano elamsko razdoblje, a u njegovoj neposrednoj blizini pronađen je i najstariji zigurat na svijetu. Prema predaji, iz Kašana potječu sveta tri kralja (drevni iranski svećenici magi) koja su prisustvovala Isusovom rođenju. Kašan je rodno mjesto i Piruza Nahavandija, Perzijanca iz sasanidske vojske koji je zarobljen doveden na rašudinski dvor gdje je pogubio arapskog kalifa Umara. U vrijeme vladavine Seldžuka grad je bio vojnom utvrdom, dok je tijekom safavidskog razdoblja postao omiljeno carsko odmorište. Godine 1778. grad je pogodio snažan potres pri čemu je poginulo oko 8000 stanovnika, no obnovljen je u vrijeme vladavine kadžarske dinastije kada zahvaljujući brojnim veličanstvenim kućama postaje remek-djelom iranske stambene arhitekture. Kašan je danas važno turističko odredište, a gospodarstvo mu se temelji na proizvodnji tekstila (prvenstveno sagova i svile), dok je u novije vrijeme cvate i industrija prerade mramora i bakra. Prema popisu stanovništva iz 2006. godine u Kašanu je živjelo 248.789 ljudi od čega su većina etnički Perzijanci.

## Vanjske poveznice
- (perz.) Službene stranice Kašana  Arhivirana inačica izvorne stranice od 2. travnja 2015. (Wayback Machine)

Ostali projekti
|  | Zajednički poslužitelj ima još gradiva o temi Kašan |